# Teoria del cable

Figura. 1: visió simplificada de la teoria del cable d'una fibra neuronal

La teoria clàssica del cable utilitza models matemàtics per calcular el corrent elèctric (i la tensió que l'acompanya) al llarg de les neurites passives, particularment les dendrites que reben entrades sinàptiques en diferents llocs i moments. Les estimacions es fan modelant dendrites i axons com a cilindres composts per segments amb capacitats. {\displaystyle c_{m}} i resistències {\displaystyle r_{m}} combinats en paral·lel (vegeu la figura 1). La capacitat d'una fibra neuronal es produeix perquè les forces electroestàtiques actuen a través de la bicapa lipídica molt prima (vegeu la figura 2). La resistència en sèrie al llarg de la fibra {\displaystyle r_{l}} es deu a la important resistència de l'axoplasma al moviment de la càrrega elèctrica.

## Història
La teoria del cable en la neurociència computacional té arrels que es remunten a la dècada de 1850, quan el professor William Thomson (més tard conegut com Lord Kelvin) va començar a desenvolupar models matemàtics de decadència del senyal en cables telegràfics submarins (submarins). Els models s'assemblaven a les equacions diferencials parcials utilitzades per Fourier per descriure la conducció de calor en un cable.

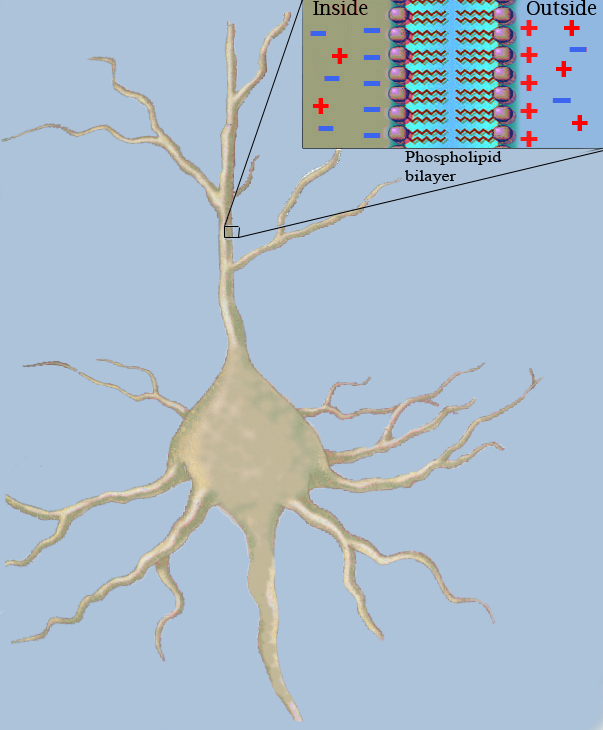
Figura. 2: Capacitat de fibra

La dècada de 1870 va veure els primers intents de Hermann de modelar els potencials electrotònics neuronals també centrant-se en analogies amb la conducció de calor. Tanmateix, va ser Hoorweg qui va descobrir per primera vegada les analogies amb els cables submarins de Kelvin el 1898 i després Hermann i Cremer els qui van desenvolupar de manera independent la teoria del cable per a fibres neuronals a principis del segle xx. Cole i Hodgkin (1920-1930), Offner et al. van desenvolupar altres teories matemàtiques de la conducció de fibres nervioses basades en la teoria del cable. (1940) i Rushton (1951).

## Derivació de l'equació del cable
Tingueu en compte que existeixen diverses convencions de rm. Aquí rm i cm, tal com s'ha introduït anteriorment, es mesuren per unitat de longitud de membrana (per metre (m)). Així, rm es mesura en ohm ·metres (Ω·m) i cm en farads per metre (F/m). Això contrasta amb Rm (en Ω·m 2 ) i Cm (en F/m 2 ), que representen la resistència específica i la capacitat, respectivament, d'una unitat d'àrea de membrana (en m²). Així, si es coneix el radi, a, de l'axó, aleshores la seva circumferència és 2 πa, i la seva rm, i els seus valors c m es poden calcular com:

| {\displaystyle r_{m}={\frac {R_{m}}{2\pi a\ }}} | \| \| \| \| \| \| \| \| | (1) |
|                                                 |                         |     |
|                                                 |                         |     |

| {\displaystyle c_{m}=C_{m}2\pi a\ } | \| \| \| \| \| \| \| \| | (2) |
|                                     |                         |     |
|                                     |                         |     |
Aquestes relacions tenen sentit intuïtivament, perquè com més gran és la circumferència de l'axó, més gran és l'àrea de càrrega per escapar a través de la seva membrana i, per tant, menor és la resistència de la membrana (dividint Rm per 2 πa); i més membrana disponible per emmagatzemar càrrega (multiplicant Cm per 2 πa). La resistència elèctrica específica, ρ l, de l'axoplasma permet calcular la resistència intracel·lular longitudinal per unitat de longitud, rl, (en Ω·m −1 ) per l'equació:

| {\displaystyle r_{l}={\frac {\rho _{l}}{\pi a^{2}\ }}} | \| \| \| \| \| \| \| \| | (3) |
|                                                        |                         |     |
|                                                        |                         |     |
Per entendre millor com es deriva l'equació del cable, primer simplifiqueu encara més la neurona teòrica i pretengueu que té una membrana perfectament segellada (rm =∞) sense pèrdua de corrent cap a l'exterior i sense capacitat (cm = 0). Un corrent injectat a la fibra a la posició x = 0 es mourà per l'interior de la fibra sense canvis. Allunyant-se del punt d'injecció i utilitzant la llei d'Ohm (V = IR ) podem calcular el canvi de tensió com:

| {\displaystyle \Delta V=-i_{l}r_{l}\Delta x\ } | \| \| \| \| \| \| \| \| | (4) |
|                                                |                         |     |
|                                                |                         |     |
Si deixem que Δ x vagi cap a zero i tenint increments infinitament petits de x, es pot escriure (4 ) com:

| {\displaystyle {\frac {\partial V}{\partial x}}=-i_{l}r_{l}\ } | \| \| \| \| \| \| \| \| | (5) |
|                                                                |                         |     |
|                                                                |                         |     |
o

| {\displaystyle {\frac {1}{r_{l}}}{\frac {\partial V}{\partial x}}=-i_{l}\ } | \| \| \| \| \| \| \| \| | (6) |
|                                                                             |                         |     |
|                                                                             |                         |     |
Si i m és el corrent que escapa a través de la membrana per unitat de longitud, m, aleshores el corrent total que escapa al llarg de y unitats ha de ser y·i m . Així, el canvi de corrent a l'axoplasma, Δ i l, a distància, Δ x, des de la posició x =0 es pot escriure com:

| {\displaystyle \Delta i_{l}=-i_{m}\Delta x\ } | \| \| \| \| \| \| \| \| | (7) |
|                                               |                         |     |
|                                               |                         |     |
o, utilitzant increments continus i infinitesimament petits:

| {\displaystyle {\frac {\partial i_{l}}{\partial x}}=-i_{m}\ } | \| \| \| \| \| \| \| \| | (8) |
|                                                               |                         |     |
|                                                               |                         |     |
{\displaystyle i_{m}} es pot expressar amb una altra fórmula, incloent la capacitat. La capacitat provocarà un flux de càrrega (un corrent) cap a la membrana del costat del citoplasma. Aquest corrent es coneix normalment com a corrent de desplaçament (aquí es denota {\displaystyle i_{c}}). El flux només es produirà mentre no s'hagi arribat a la capacitat d'emmagatzematge de la membrana. {\displaystyle i_{c}} llavors es pot expressar com:

| {\displaystyle i_{c}=c_{m}{\frac {\partial V}{\partial t}}\ } | \| \| \| \| \| \| \| \| | (9) |
|                                                               |                         |     |
|                                                               |                         |     |
on {\displaystyle c_{m}} és la capacitat de la membrana i {\displaystyle {\partial V}/{\partial t}} és el canvi de tensió al llarg del temps. El corrent que passa per la membrana ({\displaystyle i_{r}} ) es pot expressar com:

| {\displaystyle i_{r}={\frac {V}{r_{m}}}} | \| \| \| \| \| \| \| \| | (10) |
|                                          |                         |      |
|                                          |                         |      |
i perquè {\displaystyle i_{m}=i_{r}+i_{c}} la següent equació per {\displaystyle i_{m}} es pot derivar si no s'afegeix cap corrent addicional des d'un elèctrode:

| {\displaystyle {\frac {\partial i_{l}}{\partial x}}=-i_{m}=-\left({\frac {V}{r_{m}}}+c_{m}{\frac {\partial V}{\partial t}}\right)} | \| \| \| \| \| \| \| \| | (11) |
| |                         |      |
| |                         |      |
on {\displaystyle {\partial i_{l}}/{\partial x}} representa el canvi per unitat de longitud del corrent longitudinal.
La combinació de les equacions (6) i (11) dona una primera versió d'una equació de cable:

| {\displaystyle {\frac {1}{r_{l}}}{\frac {\partial ^{2}V}{\partial x^{2}}}=c_{m}{\frac {\partial V}{\partial t}}+{\frac {V}{r_{m}}}} | \| \| \| \| \| \| \| \| | (12) |
| |                         |      |
| |                         |      |
que és una equació diferencial parcial de segon ordre (PDE).
Mitjançant una simple reordenació de l'equació (12) és possible fer aparèixer dos termes importants, és a dir, la constant de longitud (de vegades anomenada constant espacial) denotada {\displaystyle \lambda } i la constant de temps indicada {\displaystyle \tau }.

| {\displaystyle {\frac {r_{m}}{r_{l}}}{\frac {\partial ^{2}V}{\partial x^{2}}}=c_{m}r_{m}{\frac {\partial V}{\partial t}}+V} | \| \| \| \| \| \| \| \| | (19) |
| |                         |      |
| |                         |      |
i reconèixer {\displaystyle \lambda ^{2}={r_{m}}/{r_{l}}} al costat esquerre i {\displaystyle \tau =c_{m}r_{m}} al costat dret. L'equació del cable ara es pot escriure en la seva forma potser més coneguda:

| {\displaystyle \lambda ^{2}{\frac {\partial ^{2}V}{\partial x^{2}}}=\tau {\frac {\partial V}{\partial t}}+V} | \| \| \| \| \| \| \| \| | (20) |
| |                         |      |
| |                         |      |
Aquesta és una equació de calor 1D o equació de difusió per a la qual s'han desenvolupat molts mètodes de solució, com ara les funcions de Green i els mètodes de Fourier.
També és un cas especial degenerat de l'equació del telègraf, on la inductància {\displaystyle L} s'esvaeix i la velocitat de propagació del senyal {\displaystyle 1/{\sqrt {LC}}} és infinit.